# Dino Medanhodzic
Dino Medanhodzic, född 6 juni 1986 i Bosanska Gradiška, är en bosnisk-svensk musikproducent, gitarrist, låtskrivare och mixare uppväxt i Arboga. Han är sedan flera år sambo med artisten Johanna "Dotter" Jansson.

## Biografi

### Metalband

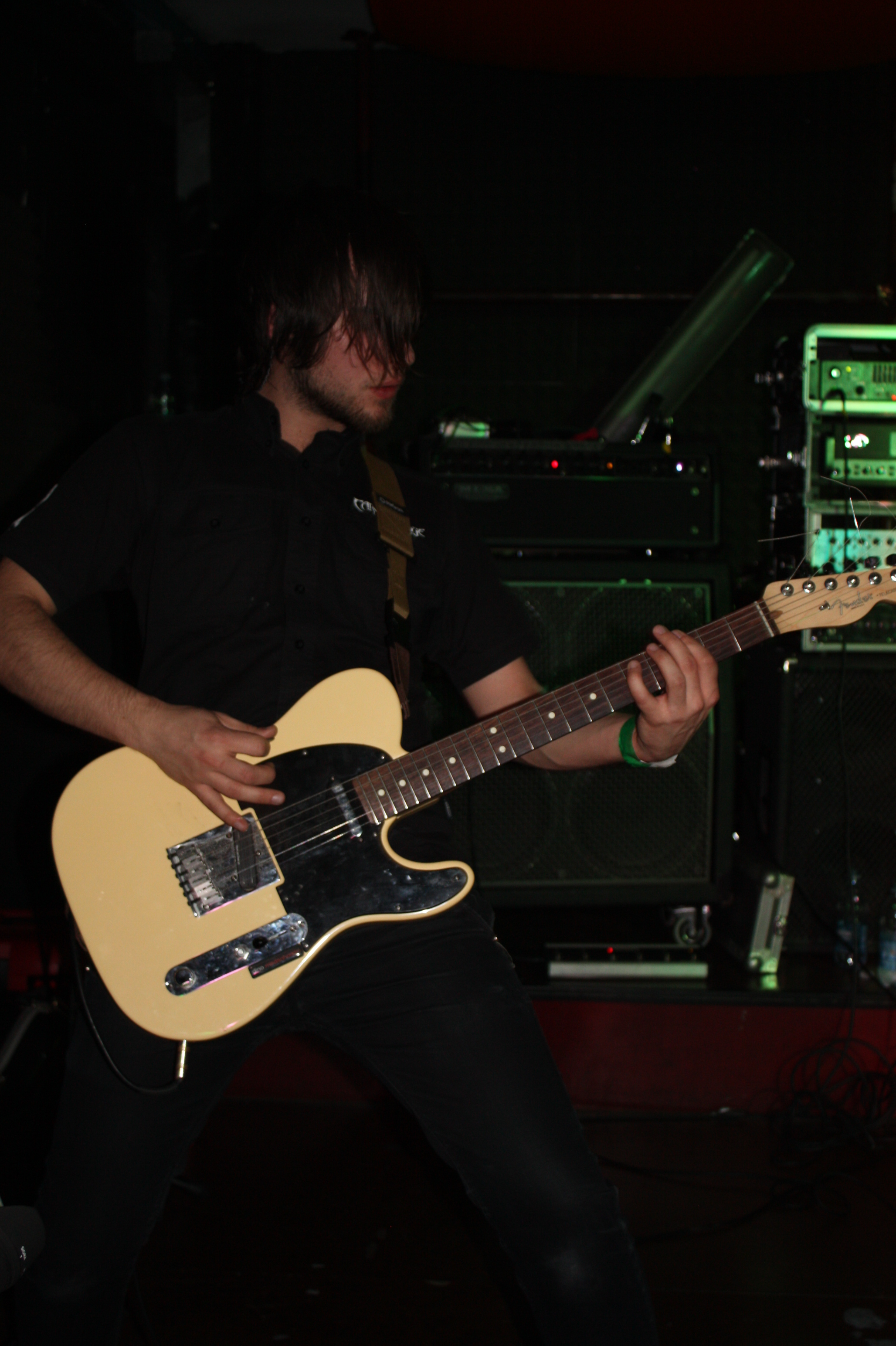
Dino Medanhodzic på scen med Carnal Forge 2009.

Medanhodzic var från 2003 till 2005 gitarrist i metalbandet Septic Breed i Västerås, tillsammans med Magnus Wall, Erik Senström, Andreas Lagergren och Timo Kumpumäki. Bandet splittrades 2005. Han är sedan 2007 gitarrist i bandet Soulbreach. Medanhodzic var från 2008 till 2010 leadgitarrist i metalbandet Carnal Forge. Han är sedan 2013 leadgitarrist i metalbandet Polarized.

### Melodifestivalen
Medanhodzic har bland annat medverkat i att skriva flera låtar till Melodifestivalen. Samtliga bidrag har hittills (2024) gått direkt till tävlingens final, vilket är väldigt ovanligt. Bland bidragen finns Lina Hedlunds "Victorious" (2019), Victor Crones "Troubled Waters" (2020), Dotters "Bulletproof" (2020) och "Little Tot" (2021), Liamoos "Bluffin" samt Medinas "In i dimman" (2022).

## Låtar
Skrivna låtar av Medanhodzic.
- 2014 - Svartsjuk (Victor och Natten)
- 2014 - Svin på rutin (Victor och Natten)

- 2022 – All on me (tillsammans med Dotter, Morten Brangstrup Olsen, Natalia Salter och Olivia Noelle).

### Smash Into Pieces
- 2021 – Real One (tillsammans med Anderz Wrethov, Benjamin Jennebo och Dotter).
- 2021 – Cut you off (tillsammans med Benjamin Jennebo och Per Bergquist).
- 2022 – The Rain (tillsammans med André Alvinzi, Benjamin Jennebo och Isak Hallén).

### Melodifestivalen
- 2019 – Victorious
- 2020 – Troubled Waters
- 2020 – Bulletproof
- 2021 – Little Tot
- 2022 – In i dimman
- 2022 – Bluffin
- 2023 – Rhythm of My Show (tillsammans med Anderz Wrethov, Jimmy "Joker" Thörnfeldt och Tone Sekelius).
- 2023 – Royals (tillsammans med Jimmy "Joker" Thörnfeldt, Liamoo och Paul Rey).
- 2024 - Effortless (tillsammans med Jacqline Mossberg Mounkassa, Jimmy Jansson, Moa "Cazzi Opeia" Carlebecker och Thomas G:son).
- 2024 - It's Not Easy to Write a Love Song (tillsammans med Johanna "Dotter"Jansson).
- 2025 - Hush Hush - Meira Omar
- 2025 - Vicious - Andreas Lundstedt
- 2025 - On and on and on - Klara Hammarström
- 2025 - Sweet and Psycho - Scarlet